# 149/19 Mod. 1937
Il 149/19 OTO fu un obice usato in Italia nel corso della seconda guerra mondiale e successivamente fino al 1974. Fu uno dei pezzi più moderni dell'artiglieria del Regio Esercito, ed il suo utilizzo proseguì praticamente fino all'entrata in servizio del cannone-obice FH-70.

## L'origine
Al termine della prima guerra mondiale l'artiglieria pesante campale del Regio Esercito era fornita dei cannoni da 105 mm e degli obici Krupp (149/l2) e Ansaldo da 149 mm (149/12 Mod 16) più gli Skoda dello stesso calibro (149/13) di preda bellica. Fra questi il più moderno era l'Ansaldo 149/12 Mod. 14, che, tuttavia, aveva una gittata teorica di 6800 m e pratica di soli 6000 m. Tuttavia uno studio della Commissione Suprema di Difesa (22 luglio 1927) aveva valutato la necessità che venissero aggiunte alle dotazioni 1200 bocche da fuoco di calibro 149 mm e 152 mm, oltre alla necessità di sostituire tutti gli obici già disponibili da 149 mm, considerati ormai obsoleti.
Nel 1929, sulla base delle considerazioni precedenti, venne predisposto un programma di rinnovamento delle artiglierie, che, in particolare, doveva fornire le artiglierie di corpo d'armata (nuovo nome assegnato alla pesante campale) di cannoni da 105 mm e obici da 149 mm di nuova concezione. Fu richiesto di fornire prototipi sulla specifica tecnica della Direzione del Servizio Tecnico Armi e Munizioni per l'obice da 149 mm sia all'Ansaldo sia alla Odero Terni Orlando (OTO). Le specifiche del Servizio Tecnico richiedevano una gittata massima non inferiore a 14 km, un peso in batteria non superiore a 5,5 t, carica minima atta a consentire una gittata non superiore a 2 km con angolo di elevazione di 15°, affusto a code divaricabili, settore di tiro orizzontale 60°, settore di tiro verticale 70°, traino su due vetture ognuna di peso non superiore a 3,5 t, possibilità di messa in batteria in non più di 15 min. I due complessi furono presentati nel 1933, ma furono rifiutati in quanto non rispondenti alle specifiche, pertanto le società effettuarono una riprogettazione, eliminando particolari ritenuti superflui, e la OTO nel 1935 presentò un nuovo modello. Furono richieste ulteriori modifiche, che portarono all'accettazione del progetto OTO nella versione del 1936 con la denominazione 149/19 OTO Mod 37. Nel 1938 furono commessi 16 pezzi di preserie, immediatamente immessi in servizio in presenza di una situazione disastrosa delle bocche da fuoco per l'artiglieria di corpo d'armata, tuttavia le modifiche furono continue, tanto che la produzione di serie poté iniziare nelle officine Ansaldo e OTO solo alla fine del 1941.

## La tecnica
La bocca da fuoco aveva la camicia sfilabile (quindi sostituibile senza la sostituzione dell'intera canna), era fornita di freno idraulico ed aveva recuperatori ed equilibratori idropneumatici. Le guide per lo scorrimento sulle lisce della culla erano ricavate sul blocco di culatta. L'otturatore era a vitone, con la tenuta assicurata da un anello plastico interposto fra la testa e la faccia anteriore del vitone. Questo anello era costituito da un tessuto metallico pieno di amianto tenuto in una matrice di sapone di calce, con due anelli elastici di acciaio per la protezione agli spigoli.
L'affusto era a doppia coda divaricabile ed era su ruote gommate (inizialmente in gomma piena), il pezzo poteva essere trainato in due carichi separati (4000 kg per la "vettura obice", che trasportava la bocca da fuoco, e 4170 kg per la "vettura affusto"), mobili su strada ad una velocità di 30 km/h mediante un trattore Pavesi P4 Mod. 26. In alternativa era possibile il traino a velocità più ridotta in un singolo carico. Il movimento in direzione era ottenuto tramite un affustino incernierato sull'affusto principale, affustino che portava le orecchioniere che, a loro volta, tramite gli orecchioni supportavanop la culla ed il congegno per l'elevazione della bocca da fuoco. Il freno idraulico era a rinculo variabile con l'elevazione, ed i recuperatori erano posti a lato del freno.
Il pezzo, in batteria, oltre che sulle code, poggiava su un sottoaffusto, per evitare sollecitazioni indebite agli organi di movimento. La base del sottoaffusto era a calotta sferica per permettere al pezzo di adattarsi al terreno. Le code erano scatolate e ottenute per chiodatura di profilati, erano collegate al sottaffusto con perni verticali per permetterne apertura e chiusura, formate in due parti snodate tramite perni orizzontali, che permettevano una rotazione massima di circa 16°.
Nel modello 41, nel traino la bocca da fuoco era tenuta in posizione arretrata e fissata al sottoaffusto, per ridurre la lunghezza del treno.

## La costruzione
Il programma per le costruzioni degli obici 149/19 fu fissato nel 1938, costruzione che doveva essere effettuata a cura dell'Ansaldo per 312 complessi (da costruire nello stabilimento di Pozzuoli), della OTO per 320 complessi, con entrambe le commesse che dovevano essere completate entro il 1943. Tuttavia, con lo scoppio della seconda guerra mondiale, nell'autunno del 1939 fu lamentata una carenza di elementi nobili per produrre gli acciai legati, tuttavia nel 1940 si riuscì a rimediare a queste carenze, aumentando addirittura il numero di pezzi richiesti, portando la commessa per l'Ansaldo a 792 complessi (costruiti nelle officine di Pozzuoli) e quella per la OTO a 600 complessi.
In conclusione al 1º giugno 1940 non era ancora stato prodotto nessun complesso, ma ne esistevano 1392 in commessa. Nel 1941 furono prodotti 16 complessi, non distribuiti, al 30 settembre 1942 erano in servizio 147 complessi, all'8 settembre 1943 da documenti OTO risulta che erano stati costruiti 230 complessi, mentre non risulta che siano stati completati complessi presso l'Ansaldo di Pozzuoli.

## L'evoluzione
Successivamente alla versione iniziale, con l'entrata in servizio del trattore SPA TM40, fu possibile trainare il pezzo in un'unica vettura, quindi gli obici originali vennero modificati nelle due versioni denominate 149/19 OTO Mod 41 con sistema di traino a vettura unica ed avantreno e 149/19 OTO Mod 42, con sistema di traino a vettura unica senza avantreno.

## I criteri di impiego
L'impiego dell'artiglieria di corpo d'armata (così era stata rinominata l'artiglieria pesante campale a partire dal 1935), prevedeva che l'artiglieria di corpo d'armata operasse in offensiva
1. in controbatteria
2. appoggio in concorso con l'artiglieria di divisione (ex artiglieria da campagna)
3. interdizione vicina e lontana in concorso con l'artiglieria di armata (ex artiglieria pesante)

Mentre in difensiva doveva operare
1. in controbatteria
2. interdizione vicina
3. repressione (cioè il tiro di sbarramento su posizioni appena occupate dal nemico)

Tuttavia le caratteristiche del 149/19 già all'inizio della guerra mostravano chiaramente che il pezzo era insufficiente per le necessità dell'artiglieria di corpo d'armata, tanto che si pensava di passarlo all'artiglieria di divisione.

## L'impiego nella seconda guerra mondiale
- granata 149/19-35-40 mod 32
- granata 149/12-13-19 mod 41 (leggera)
- granata 149/28 (di produzione tedesca)
- granata 149G in acciaio autarchico (adottata nel giugno 1943)
- granata 149/19G con caricamento NTP o PNP (adottate nel luglio 1943)
- granata controcarri da 149 EPS (effetto pronto speciale) (adottata maggio 1943)
- granata da 149 inerte (per esercitazione)

L'obice fu assegnato ai gruppi di artiglieria CLI e CLVII, dipendenti dalla VI armata e organizzati su due batterie ciascuno, al 1º luglio 1943 furono dislocati in Sicilia, dove l'obice ebbe il battesimo del fuoco, con risultati assolutamente positivi.
Dopo il settembre 1943 i pezzi disponibili nel Regno d'Italia furono organizzati nel CLXXVI gruppo, sotto il comando del CIL, utilizzato dall'8 luglio al 24 settembre 1944 con le modalità previste dai criteri di impiego (soprattutto interdizione lontana).
I pezzi disponibili nella RSI furono organizzati come quarto gruppo reggimentale per i reggimenti di artiglieria 2° (Divisione Italia) e 3° (Divisione San Marco), inoltre equipaggiò due batterie costiere in Liguria e due batterie su tre pezzi ciascuna per il IX gruppo da posizione a Fiume.
È accertata la produzione di 13 complessi per l'esercito tedesco, che ne utilizzò anche 121 catturati l'8 settembre, in ambito tedesco il pezzo era individuato come 15 cm -sFH 404(i) (schwer Feld Haubitze 404 italiener 15 cm - obice campale pesante 404 italiano da 14,9 cm).

## L'impiego nel dopoguerra
Nel 1946, quando fu ricostituito l'Esercito Italiano, la specialità tornò a chiamarsi "artiglieria pesante campale", e furono recuperati in tutto 96 obici da 149/19, di cui 26 richiedevano riparazioni. L'organizzazione del nuovo esercito prevedeva che i reggimenti dell'artiglieria pesante campale fossero su due gruppi: uno armato col 5,5 in britannico (indicato come 140/30) e l'altro con il 149/19. I reggimenti che utilizzarono questo obice furono il 3° (costituito a Padova nel 1949), l'8° (costituito a Viterbo nel 1950), il 6° (costituito a Piacenza nel 1951), il 4° (costituito a Trento nel 1951), il 41° (costituito nel 1952) ed il 27° (costituito a Milano nel 1952).
Considerando che ormai le ruote semipneumatiche (gommate in gomma piena) non erano più adatte all'impiego, furono sostituite con ruote a raggi fornite di pneumatici gonfiabili, 50"x9", portando ai nuovi modelli 149/19 OTO Mod 42/50 e 149/19 OTO Mod 41/51, il primo trainabile senza avantreno ed il secondo trainabile con avantreno. Il traino era assicurato inizialmente dal trattore medio TM 40, successivamente dal trattore medio TM 48 e, nelle fasi finali dell'utilizzo, al trattore pesante TM 50, tutti con trazione 4x4. Con questi nuovi trattori e le modifiche ai pezzi la velocità di traino salì a 40–50 km/h. Con la sesta carica la granata mod 51 poteva raggiungere la gittata di 15,3 km, superiore a quella dell'obice sovietico D-1 Mod 43 da 152 mm, all'epoca arma standard per gli eserciti del Patto di Varsavia.
Tuttavia, a partire dal 1950, l'artiglieria pesante campale cominciò ad essere armata con l'obice M114 155 mm statunitense, denominato 155/23, di caratteristiche superiori sia al 149/19 sia al 140/30. Il 149/19 restò in servizio, pur riducendo costantemente la sua presenza man mano che i reggimenti passavano al nuovo materiale, fino al 1974, anno in cui fu radiato dal servizio con il relativo munizionamento.